# Sparapet
Sparapet (ormiański: Սպարապետ) – dziedziczny tytuł wojskowy prawdopodobnie powstały w II wieku p.n.e. w Armenii rządzonej przez króla Artaksesa I. Był używany w królestwie Armenii i królestwie Armenii Mniejszej (choć w Cylicji używano także nazwy konstabl, ormiański: Գունդստաբլ) na określenie najwyższych dowódców. Korzeni tytułu należy szukać w Partii, gdzie funkcjonowała ranga Spahboda. Jego odpowiednik istniał również w Gruzji, tamtejszych wodzów określano mianem Spaspet.
Od czasów rządów Artaksydów dziedzicznymi sparapetami byli członkowie rodu Mamikonian i dzierżyli ten tytuł aż do wzrostu potęgi innych rodzin. W VIII wieku zaczęli określać się tak Bagratydzi.